# Welfenschloss
Le Welfenschloss est un ancien château de Hanovre qui devient en 1879 l'université de Hanovre, devenue l'université Gottfried Wilhelm Leibniz de Hanovre. Le château est entouré d'un parc dans le style paysager, le Welfengarten (de).

## Histoire

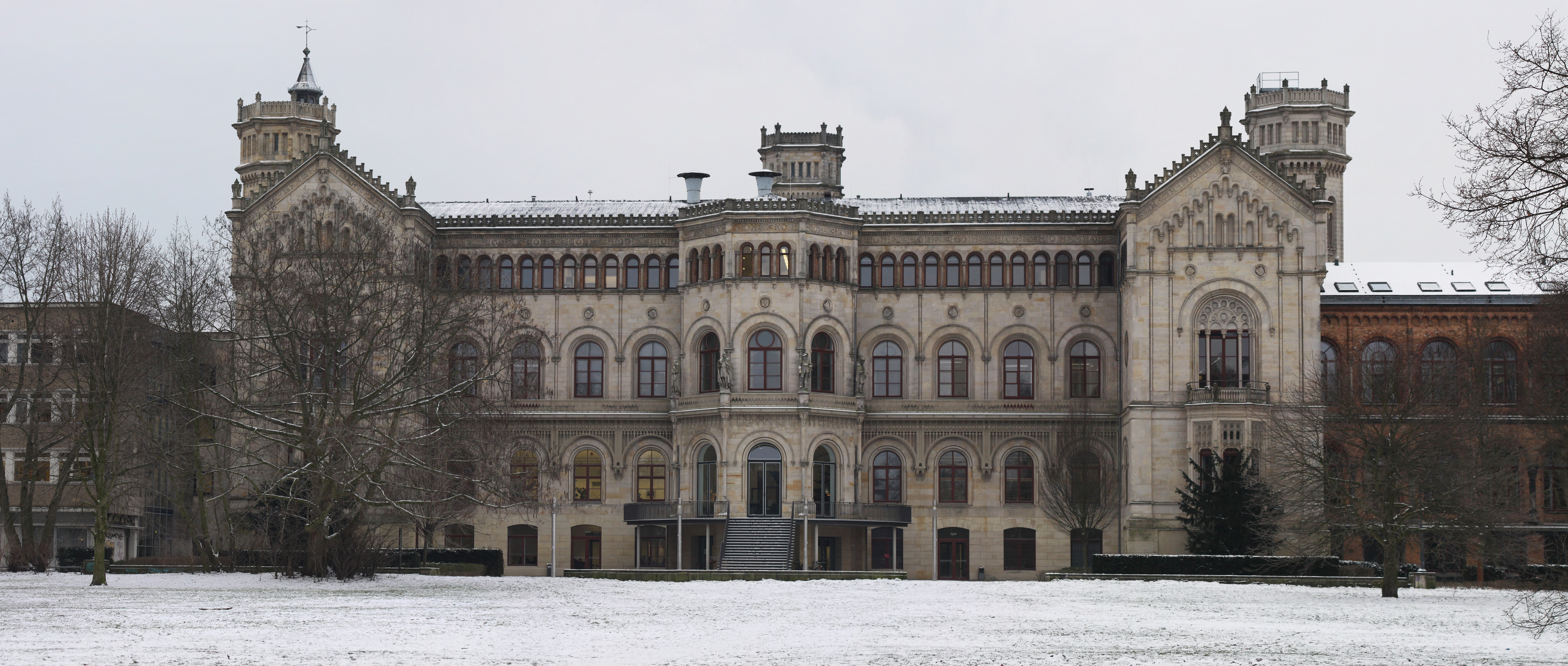
La façade nord du Welfenschloss

Le château est construit de 1857 à 1866 d'après les plans de l'architecte Christian Heinrich Tramm (de) à la place du château de Monbrillant qui est démonté et reconstruit ailleurs.
Au départ, la famille royale de Hanovre voulait en faire une résidence. Mais l'annexion du royaume de Hanovre par la Prusse en 1866 arrête la construction et le château est vide durant une décennie. En 1879, après d'importants travaux de rénovation, dirigés par Georg Huneaus (de), l'université de Hanovre s'installe. 

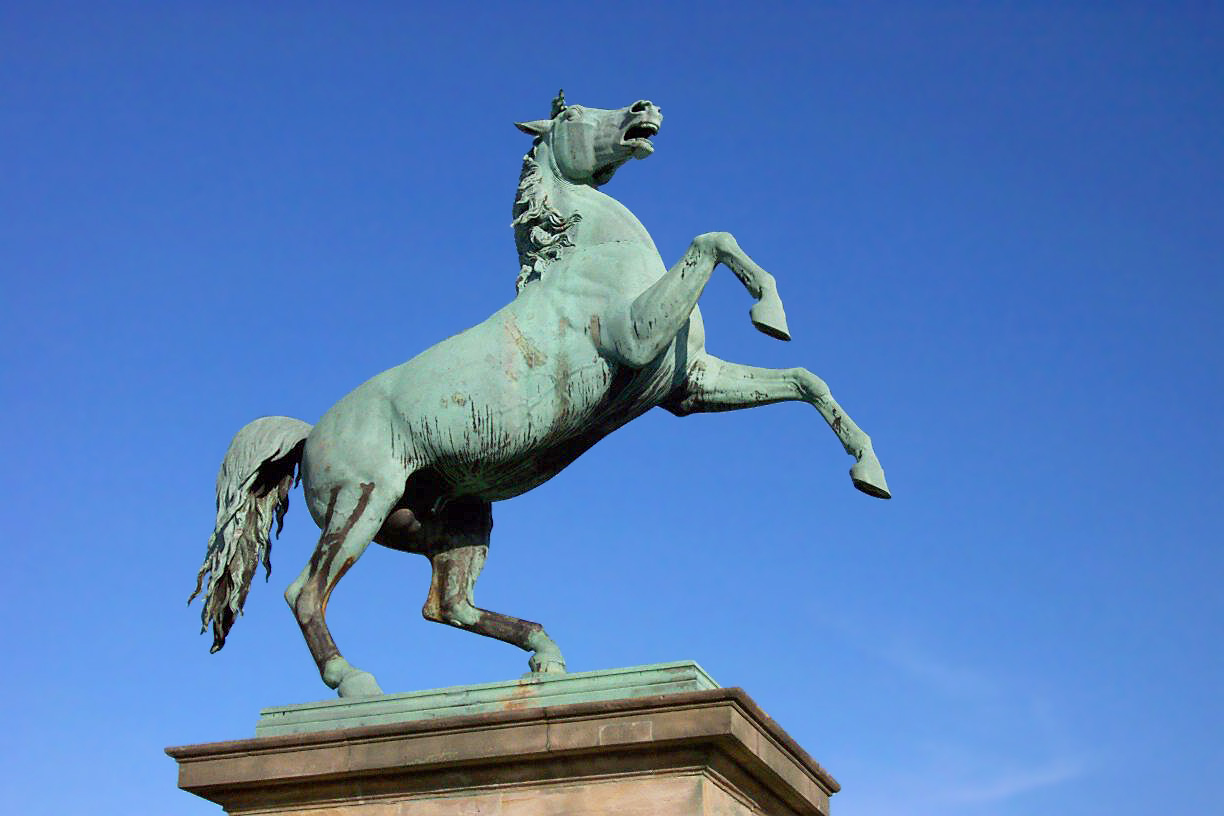
Le cheval saxon

En face de l'entrée, on pose en 1879 la statue en bronze d'un cheval saxon qui est le symbole de la Basse-Saxe. Il est l'œuvre du sculpteur berlinois Friedrich Wilhelm Wolff qui l'a créée en 1866 et non pas d'Albert Wolff avec lequel on le confond souvent.